# 日田町
日田町（ひたちょう）は大分県西部、日田郡に属していた町。現在の日田市中心部にあたる。

## 地理
- 河川：三隈川、花月川

## 歴史
- 1901年（明治34年）11月1日 - 豆田町・隈町が合併して日田町が発足。
- 1940年（昭和15年）12月11日 - 三芳村、光岡村、高瀬村、朝日村、三花村、西有田村と合併して日田市が発足。同日日田町廃止。

## 交通

### 鉄道路線
- 鉄道省
  - 久大本線
    - 日田駅